# Antwerpsesteenweg (Mechelen)

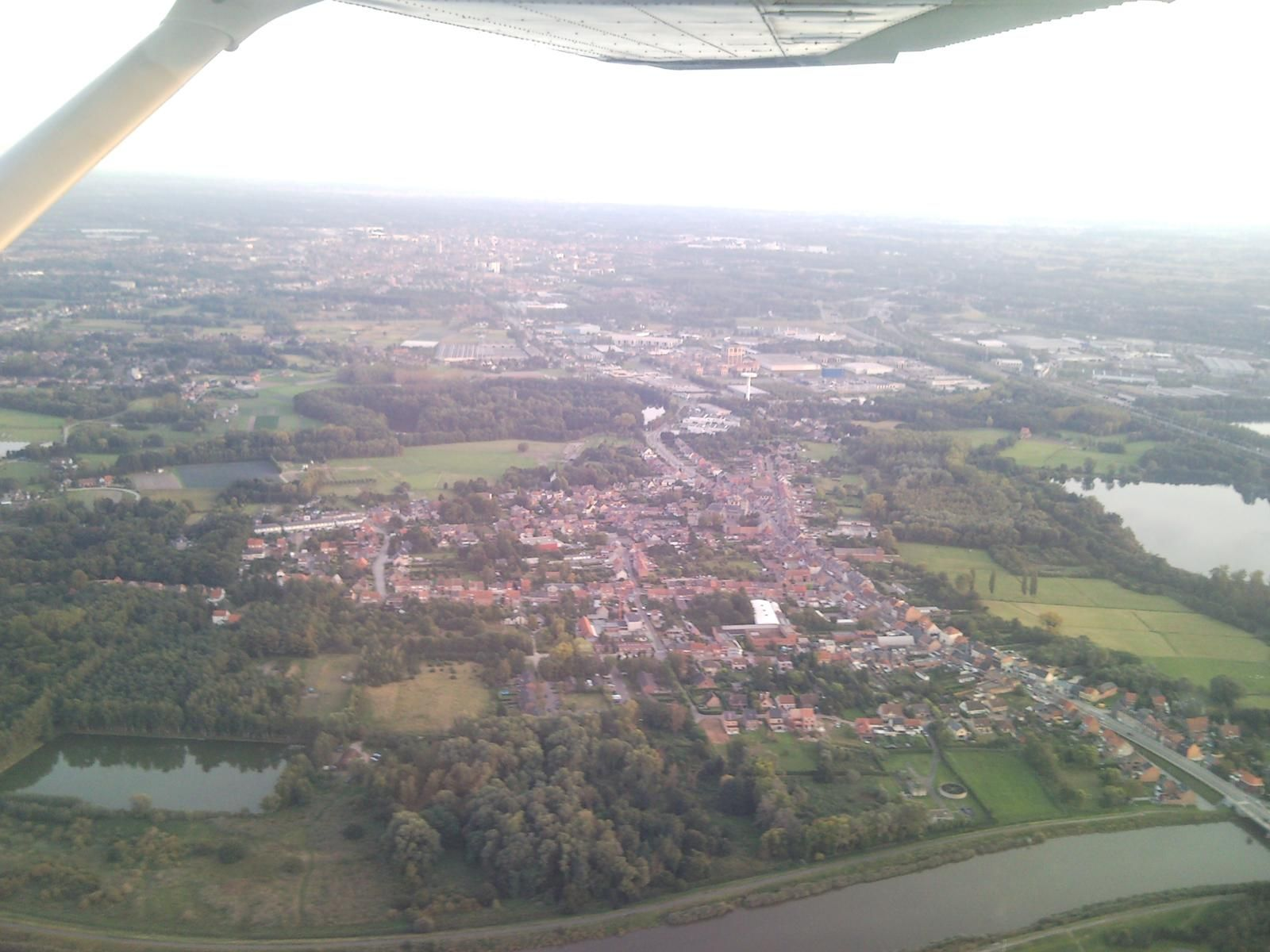
Luchtfoto van Walem vanuit het noorden. Op de voorgrond ziet men de Nete, het dorp Walem dat doorkruist wordt door de N1, daarachter links van de N1 het Fort van Walem en rechts de watertoren van Mechelen-Noord en het industrieterrein, op de achtergrond Mechelen.

De Antwerpsesteenweg is een straat in de Belgische stad Mechelen. De weg is een deel van de N1.
De straat werd aangelegd op het grondgebied Mechelen tot aan het dorp Walem in 1704-1706 op initiatief van de Staten van Brabant. Deze nieuwe baan moest het verkeer op de kronkelige Oude Antwerpsebaan ontlasten en vergemakkelijken. Tot aan het begin van de 19de eeuw was het een landelijke weg, met erlangs slechts enkele woonkernen, zoals Pennepoel. In de loop van de 19de eeuw verscheen er lintbebouwing; en vanaf het eind van die eeuw verscheen sociale en particuliere woningbouw. In de jaren 60 kwam er naar Walem toe ook het industrieterrein Mechelen-Noord.
In de hedendaagse tijd is deze gewestweg in beheer van het Agentschap Wegen en Verkeer. De kruising met de R6 werd in 2019-2020 omgevormd tot een ongelijkvloerse kruising.